# Celui qui n'avait jamais vu la mer
Celui qui  n'avait jamais vu la mer est un roman écrit par Jean-Marie Gustave Le Clézio. Cette nouvelle parle de Daniel, un enfant sans ami qui fait une fugue vers la mer et sans retour
Il s'agit d'une nouvelle du recueil Mondo et autres histoires (1978), rééditée sous forme de roman pour la jeunesse dans la collection folio junior.publication:1988